# Sakura no Ki ni Narō
Sakura no Ki ni Narō (桜の木になろう Hãy trở thành những cây hoa anh đào) là một đĩa đơn của nhóm nhạc nữ Nhật Bản AKB48.

## Thông tin
Đây là đĩa đơn thứ 20 của AKB48, phát hành ngày 16 tháng 2 năm 2011. Đĩa đơn bán được 655 344 bản trong ngày đầu tiên, trở thành đĩa đơn bán được nhiều nhất trong một ngày trong lịch sử Oricon từ tháng 3 năm 2011 đến thời điểm mà nó ra mắt.